# Honšu
Honšu (japonsko 本州, dobesedno glavna dežela) je največji japonski otok. Je južno od otoka Hokaido čez preliv Cugaru in severno od otoka Šikoku čez Notranje morje Seto in severovzhodno od Kjušuja čez preliv Kanmon. Po velikosti je sedmi največji otok na svetu in za Javo drugi najbolj poseljen.
Honšu z otokom Šikoku povezuje most Akaši-Kaikjo, ki je bil ob otvoritvi leta 1998 najdaljši viseči most na svetu, s Hokaidom pa železniški predor Seikan. 
Otok je dolg približno 1300 km in širok med 50 in 230 km. Skupna površina je 230.500 km², kar predstavlja okrog 60 % vse površine Japonske. Njegova površina se povečuje z melioracijo in dviganjem obale na severu zaradi tektonike plošč s konvergentno mejo. Ima 10.084 km obale.
Honšu je gorat in posejan z vulkani, pogosto ga prizadenejo potresi. Najvišji vrh je delujoči vulkan Fudži s 3776 m. Najdaljša reka na otoku je Šinano. Podnebje na otoku prehaja iz hladnega na severu v subtropsko na jugu.
Na otoku živi 104.000.000 prebivalcev (leta 2017, leta 1975 jih je bilo 89.101.702). Večina prebivalstva je skoncentrirana v nižinah, predvsem na ravnini Kanto, kjer 25 % prebivalcev živi v aglomeracijah Tokio in Jokohama. Druga večja mesta so Kjoto, Osaka, Kobe, Hirošima, Sendai in Nagoja. Otok je razdeljen na pet pokrajin s skupno 34 prefekturami, vključno s Tokijem. 
Večina japonske industrije je v pasu, ki poteka vzdolž južne obale Honšuja, od Tokia do Nagoje, Kjota, Osake, Kobeja in Hirošime; nasprotno pa gospodarstvo ob severozahodni obali Japonskega morja v veliki meri temelji na ribolovu in kmetijstvu. Nigata je pomembna pridelovalka riža, nižavje Kanto in Nobi sta pomembni za riž in zelenjavo. Jamanaši prideluje sadje, Aomori pa je znana po jabolkih.
Otok je povezan z drugimi tremi večjimi japonskimi otoki s številnimi mostovi in predori. Povezan je z otoki Hokaido, Kjušu in Šikoku. Trije sistemi mostov so bili zgrajeni čez otoke v Notranjem morju Seto med Honšujem in Šikokujem (most Akaši-Kaikjo in most Ōnaruto; most Šin-Onomiči, most Inošima, most Ikuči, most Tatara, most Ōmišima, most Hakata–Ōšima in Most Kurušima-Kaikjō; most Šimocui-Seto, most Hicuišidžima, most Ivakuroddžima, most Jošima, most Kita Bisan-Seto in most Minami Bisan-Seto), predor Seikan povezuje Honšu s Hokaidom, most Kanmonkjo in predor Kanmon pa povezujeta Honšu s Kjušujem.

## Prefekture
Otok je razdeljen na pet nominalnih regij in vsebuje 34 prefektur, vključno z metropolitanskim Tokiom. Upravno so nekateri manjši otoki vključeni v te prefekture, zlasti otoki Ogasavara, otok Sado, Izu Ōšima in otok Avadži. Regije s prefekturami so:
- Čugoku  — Hirošima, Okajama, Šimane, Totori, Jamaguči.
- Kansai — Hjogo, Kjoto, Mie, Nara, Osaka, Šiga, Vakajama.
- Čubu — Aiči, Fukui, Gifu, Išikava, Nagano, Nigata, Tojama, Šizuoka, Jamanaši.
- Kanto — Čiba, Gunma, Ibaraki, Kanagava, Saitama, Točigi, Tokio.
- Tohoku — Akita, Aomori, Fukušima, Ivate, Mijagi, Jamagata.

## Geološka dejavnost
Ker je otok Honšu na ognjenem obroču, je potresno aktiven in je dom 40 aktivnih vulkanov.
Leta 2011 se je ob obali Honšuja zgodil potres z magnitudo 9,0-9,1, ki je povzročil valove cunamija, visoke do 40,5 metrov in ubil 19.747 ljudi. To je bil najmočnejši potres, kar so jih kdaj zabeležili na Japonskem in četrti najmočnejši potres na svetu, odkar so leta 1900 začeli sodobno vodenje evidenc. Cunami je nato povzročil taljenje treh jedrskih reaktorjev v jedrski elektrarni Fukušima Daiiči, kar je povzročilo jedrsko katastrofo v Fukušimi.

## Minerali in goriva
Honšu je dom velikega dela minimalnih japonskih mineralnih zalog skupaj z majhnimi nahajališči nafte in premoga. Več nahajališč premoga je na severnem delu otoka, skoncentrirana v prefekturi Fukušima in prefekturi Niigata, čeprav je proizvodnja premoga na Honšuju zanemarljiva v primerjavi s Hokaidom in Kjušujem. Večina japonskih naftnih rezerv je tudi na severnem Honšuju, vzdolž zahodne obale, ki obsega prefekture Niigata, Yamagata in Akita.
Kar zadeva mineralne vire, Honšu hrani večino japonskega bakra, svinca, cinka in kromita. Po otoku so raztresena tudi manjša nahajališča zlata, srebra, arzena, žvepla in pirita.

## Promet
Tokaido Šinkansen, odprt leta 1964 med Tokiom in Šin-Ōsako, je prva japonska železniška proga za visoke hitrosti. Je najstarejša železniška proga za visoke hitrosti na svetu in ena najbolj prometnih. Sanjō Šinkansen povezuje dve največji mesti na zahodu Japonske, Šin-Osako v Osaki s postajo Hakata v Fukuoki. Tako Tokaido Šinkansen kot Sanjo Šinkansen pomagata oblikovati neprekinjeno visokohitrostno železnico skozi megalopolis pas Taihejo.